# Borek nad Labem
Borek ist eine Gemeinde in Tschechien. Sie liegt vier Kilometer nördlich von Stará Boleslav und gehört zum Okres Praha-východ.

## Geographie

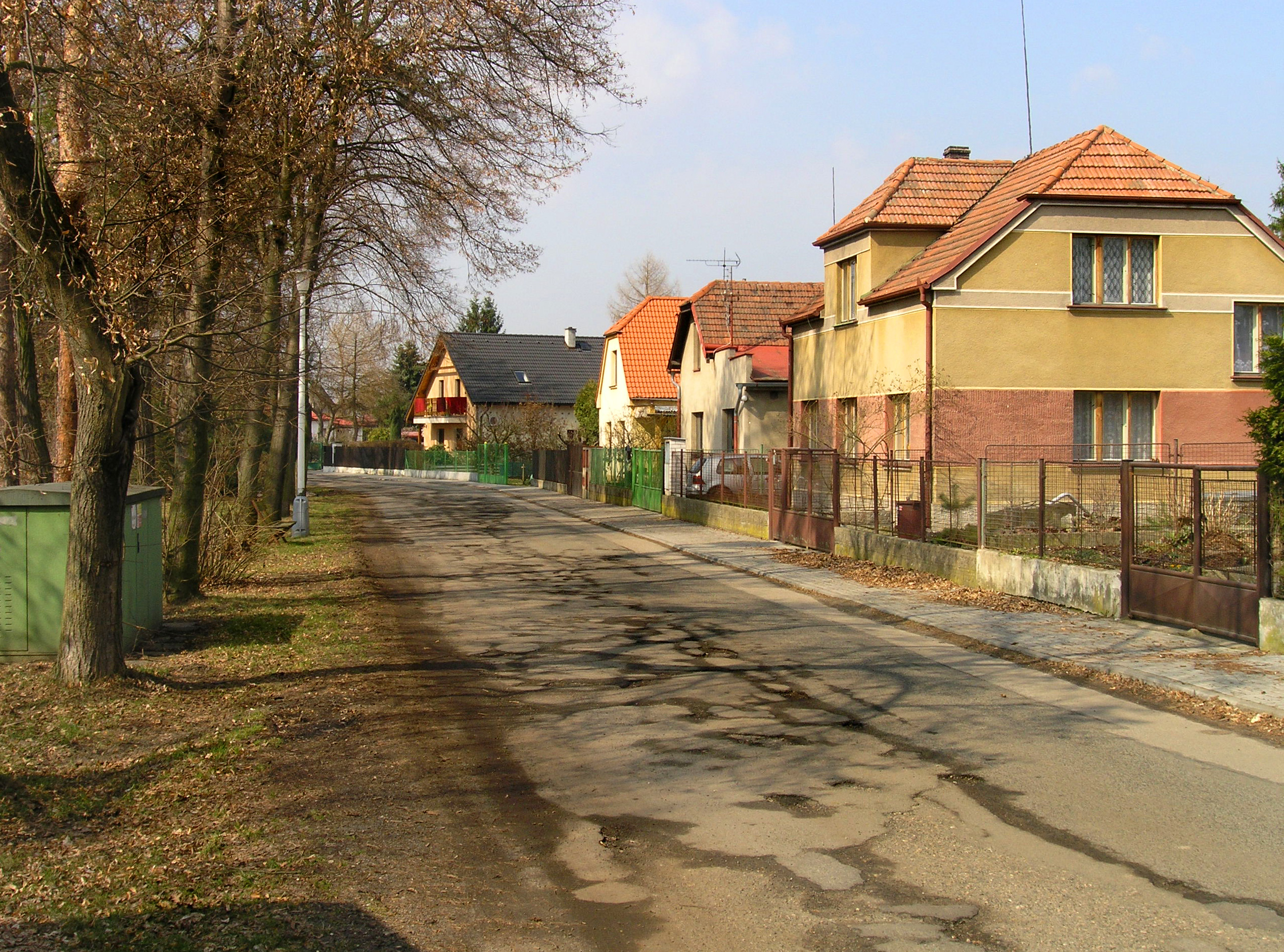
Straße in Borek (2010)

Borek befindet sich rechtsseitig der Elbe an einem abgeworfenen Mäander. Südlich des Dorfes verläuft der Graben Borecký svod, hinter dem sich die Teichlandschaft einer rekultivierten Sandgrube, ein Golfplatz und ein Sportflugplatz anschließen. Im Südosten liegt die Kaserne von Stará Boleslav. Östlich dehnt sich das Waldgebiet des Spalený les aus, durch das die Eisenbahn von Lysá nad Labem nach Mělník führt.
Nachbarorte sind Dřísy und Lhota im Norden, Hlavenec im Nordosten, Skorkov und Podbrahy im Osten, Stará Boleslav im Südosten, Spořilov und Brandýs nad Labem im Süden, Martínov im Südwesten, Záryby im Westen sowie Křenek im Nordwesten.

## Geschichte
Die erste schriftliche Erwähnung des zum Altbunzlauer Kapitel gehörenden Dorfes Oujezd erfolgte im Jahre 1339. Die letzte Erwähnung dieses im Dreißigjährigen Krieg erloschenen Dorfes stammt aus dem Jahre 1622.
Borek wurde 1777 während der Theresianischen Bodenreformen (Raabisation) als Emphyteuse nach dem Raabschen System auf den Fluren des wüsten Dorfes Oujezd gegründet. Die aus zwölf hölzernen Chaluppen bestehende Ansiedlung wurde 1785 an Křenek angeschlossen. Am  18. September 1871 brannte das Dorf bis auf die Grundmauern nieder.
Nach der Aufhebung der Patrimonialherrschaften bildete Malý Borek ab 1850 eine Gemeinde im  Bezirk Karlín und ab 1906 im Bezirk Brandýs nad Labem. Ab 1961 gehörte Borek zum Okres Mělník und seit 2007 zum Okres Praha-východ.

## Gemeindegliederung
Für die Gemeinde Borek sind keine Ortsteile ausgewiesen.